# Canottaggio ai XVI Giochi paralimpici estivi
Le gare di canottaggio ai XVI Giochi paralimpici estivi si sono svolte dal 27 al 29 agosto 2021 presso il Sea Forest Waterway.

## Calendario
| Uomini |             |   | Singolo       | 1 |
| Donne  |             |   | Singolo       | 1 |
| Misto  |             |   | Due di coppia | 2 |
| Misto  | Quattro con |   |               | 2 |
| Totale | 1           | 1 | 2             | 4 |

|  | Batterie |  | Ripescaggi |  | Finali |

## Podi
| Evento                         | Oro                                                                                    | Tempo    | Argento                                                                           | Tempo    | Bronzo                                                                          | Tempo    |
| Singolo maschile (dettagli)    | Roman Polianskyi                                                                       | 9:48.78  | Erik Horrie                                                                       | 10:00.82 | Renê Pereira                                                                    | 10:03.54 |
| Singolo femminile (dettagli)   | Birgit Skarstein                                                                       | 10:56.88 | Moran Samuel                                                                      | 11:18.39 | Nathalie Benoit                                                                 | 11:28.44 |
| Due di coppia misto (dettagli) | Gran Bretagna Laurence Whiteley Lauren Rowles                                          | 8:38.99  | Paesi Bassi Annika van der Meer Corné de Koning                                   | 8:43.85  | Cina Liu Shuang Jiang Jijian                                                    | 8:49.42  |
| Quattro con misto (dettagli)   | Gran Bretagna Ellen Buttrick Giedrė Rakauskaitė James Fox Oliver Stanhope Erin Kennedy | 7:09.08  | Stati Uniti Allie Reilly Danielle Hansen Charley Nordin John Tanguay Karen Petrik | 7:20.13  | Francia Erika Sauzeau Antoine Jesel Rémy Taranto Margot Boulet Robin le Barreau | 7:27.04  |